# 国際基督教大学高等学校
国際基督教大学高等学校（こくさいキリストきょうだいがくこうとうがっこう）は、東京都小金井市東町一丁目に所在する私立高等学校。略称はICU高校、ICUHS、ICUハイ。
設置者は学校法人国際基督教大学で、国際基督教大学の附属学校。
三鷹市最西端と小金井市最東端の境にある国際基督教大学の広大なキャンパス内に所在し、本校は小金井市に位置する。

## 概要
1978年4月、帰国子女を受け入れるため開校。国際基督教大学 (ICU) の理念を継承し、世界人権宣言、キリスト教を教育の基本精神とする高校である。教派はプロテスタントだが、エキュメニカルであるともいえる。
一学年の生徒数は約240名で、“帰国生”が全校の3分の2を占める。帰国生はその中で現地校またはインターナショナル・スクールを経てきたか、日本人学校を経てきたかで細分される。これに対し、日本でのみ教育を受けた生徒は“一般生”と呼ばれる。もっとも一般生の中にも、海外滞在年数・時期等の関係で帰国生認定はされないが海外滞在経験はあるという『隠れ帰国』の生徒も少なからず存在する。そのほか、外国籍や多重国籍の生徒も少数在籍するが、彼らも帰国生や一般生として扱われている。帰国生と一般生が交流してお互い視野を広めることも本校の目標の一つとなっている。
授業は基本的に日本語で行われ、外国語の数名の専任教諭と非常勤講師以外の教員は全員日本人である。国数英の3教科は、入学時に行われるプレイスメントテストで4～5段階の到達度別のクラスに分かれて授業が行われる。英語に関しては基本的に固定だが、国語と数学は中間・期末試験の成績に応じてクラスを移動させられる。英語の授業は文法の授業と文学の授業があり、文学の授業はすべて英語で行われる。フランス語、ドイツ語、スペイン語、中国語は第二外国語として選択可能なほか、場合によっては第一外国語として学習することも可能である。
制服はあるが、限られた日（入学式など）以外は私服の着用が可能であり、ほとんどの生徒は私服で登校する。
75,869.88平方メートルもの広大な校地面積を有している。これは東京ドームのおよそ1.6倍の広さである。

## 沿革
- 1978年 開校
- 2014年 SGH指定校に認定。246校の応募校の中から56校が選出された。

## 象徴・設備など
- 校歌はタケカワユキヒデの作曲、奈良橋陽子の作詞で、歌詞はすべて英語である。
- 敷地内には食堂・男子寮・女子寮があり、校内には文房具や軽食などを売る売店もある。

## 行事
当然ながらキリスト教に関係する学校行事が多く、週1回昼休みに校内で自由参加の礼拝が行われるほか、「ペンテコステ礼拝」では、生徒が世界10数か国語で聖書を朗読する。そのほか、自由参加だが、1学期の終わりに奄美大島で行われるマリンキャンプや、夏休みに北海道で行われるバイブル・キャンプがあり、冬休みには岩手県で行われるスキーキャンプもある。9月には学校祭（文化祭）や体育祭なども行われる。修学旅行は3年次の4月に行われ、現在の行き先は沖縄本島である。

## 部活動
- 器楽部は、映画「スウィングガールズ」のモデルにもなった[要出典]。アーチェリー部が強豪として知られている。そのほか、ダンス部は2010年の準優勝を初め過去に全国大会で多数の賞を受賞、ロック部も音楽界に数々の人材を輩出していることで有名である。
- 野球部は、創立してから30年、夏の公式戦に勝ったことがなくほぼ毎回コールド負けだったのだが、2008年に初勝利を上げた。さらに2012年にも勝利を上げた。2015年には、甲子園出場経験のある拓殖大学第一高校相手にコールド勝ちをした。さらに2017年、秋の東京都高校生野球大会の本戦に初出場。翌2018年には2年連続出場を果たした。
- コーラス部（旧合唱部）は、毎年夏のNHK全国学校音楽コンクールの東京都予選に出場している。2014年には伝統の混声合唱に代わり、初めて女声合唱での出場に挑戦し、銀賞を受賞した。2012年から3年間連続で銀賞を獲得するとともに、他大学合唱団の学生指揮者などの人材を輩出している。

## 進学
本校は国際基督教大学の附属校ではないが、同大学へは推薦で進学する道もある。ただし、約80名限定で、一定の成績を修めた者またはSATで指定された科目の平均点数が基準点以上でないと内部推薦で受験することはできない。その他の生徒は、一般入試で国際基督教大学に進む者もいるが、多くは早慶MARCHなどの私立他大学に進学する。

## 交通
出典 : 
電車
- 西武多摩川線新小金井駅より 徒歩15分
- JR中央線 東小金井駅より 徒歩20分

バス
| 乗車駅               | 系統  | 下車停留所         | 運行事業者 |
| -------------------- | ----- | ------------------ | ---------- |
| JR中央線三鷹駅       | 鷹51A | 「国際基督教大学」 | ■小田急    |
| 西武多摩川線武蔵境駅 | 境93  | 「国際基督教大学」 | ■小田急    |
| 京王線調布駅         | 境91  | 「西野」、徒歩8分  | ■小田急    |

- 2006年4月から武蔵境駅と高校を直接結ぶ生徒専用のスクールバスが運行されていて、専用の割引回数券で乗車できる。この割引回数券は校内の事務室でのみ入手可能であり、片道150円なので通常より割安である。このスクールバスは小田急バスにより運行されているが、専用バスのため青と黄色の派手なオリジナル塗装がされている。

## 著名な出身者
- 道傳愛子（元NHKアナウンサー、現在はNHK解説委員、日本ユネスコ国内委員会副会長）
- 小田川肇（NHKアナウンサー）
- 石井麻由子（元NHKアナウンサー、現在は英語学習コーチ)
- 米森麻美（元日本テレビアナウンサー）
- 出水麻衣（TBSアナウンサー）
- 宇田麻衣子（元フジテレビアナウンサー）
- 三上真奈（フジテレビアナウンサー）
- 青山愛（元テレビ朝日アナウンサー）
- 本村由紀子（フリーアナウンサー）
- 徳増ないる（静岡第一テレビアナウンサー）
- 寺田礼子（元札幌テレビ放送アナウンサー）
- はづき藍（脚本家、映画評論家、2000年クラリオンガール）
- 中野誠（経営学者、一橋大学大学院商学研究科教授）
- 村山斉（物理学者、カブリ数物連携宇宙研究機構機構長）
- 大木志門（日本近代文学研究者）
- 深月ユリア（女優）
- 内山昂輝[3]（俳優、声優）
- 山口哲一（音楽プロデューサー）
- 中村祐美子（女性ファッションモデル、女優、タレント）
- トリンドル玲奈（女性ファッションモデル、女優、タレント）
- トリンドル瑠奈（女性ファッションモデル）
- 磯部寛之（ミュージシャン、［Alexandros］のベース・コーラス担当）
- 春香クリスティーン（タレント）
- 舘そらみ（脚本家、演出家）
- 鈴木柚里絵（コスプレイヤー、声優）
- 源馬謙太郎（政治家）
- 藥師実芳（NPO法人代表）
- 小林真之（経営者）
- 岡田がる（漫画家）
- 加山到（俳優）
- 松井亜弥（脚本家）
- 太田啓子（弁護士）